# مستور و مست
مستور و مست یکی از آلبوم‌های رسمی همایون شجریان است که در اسفند ۱۳۹۳ به آهنگسازی ژانو باغومیان وارد بازار شد. در این آلبوم همایون شجریان در یک همکاری دیگر با نوازندگان آمریکایی آثاری از شاعران کلاسیک ادبیات پارسی را ارائه کرده است. هدف تولید این آلبوم شناساندن بهتر شعر و عرفان ایرانی در دنیا عنوان شده است.

## نماهنگ
نماهنگی از ترانه خمش باش این آلبوم با بازی مهتاب کرامتی تولید شد که در مراسم رونمایی آن پخش شد.

## قطعات آلبوم
| # | نام               | ترانه‌سرا | طول قطعه |
| - | ----------------- | -------- | -------- |
| ۱ | مستور و مست       | حافظ     | ۰۴:۰۳    |
| ۲ | خمش باش           | مولوی    | ۰۴:۰۷    |
| ۳ | بی نشان           | عطار     | ۰۴:۳۷    |
| ۴ | حرم یار           | حافظ     | ۰۴:۳۳    |
| ۵ | همای سعادت        | حافظ     | ۰۴:۵۴    |
| ۶ | تکیه بر باد       | حافظ     | ۰۴:۲۷    |
| ۷ | خمش باش (بی کلام) | _____    | ۰۴:۰۸    |
| ۸ | شکر               | مولوی    | ۰۴:۲۶    |